# James Sean Wall
James Sean Wall (ur. 11 października 1964 w Ganado, Arizona) – amerykański duchowny katoicki, biskup Gallup w metropolii Santa Fe od 2009.

## Życiorys
Jego rodzice nawrócili się pod wpływem dwóch poznanych franciszkanów. Jest jednym z szóstki dzieci. Przed wstąpieniem na drogę kapłaństwa studiował na Uniwersytecie stanu Arizona i uzyskał dyplom z historii. W roku 1998 ukończył seminarium duchowne w Camarillo w Kalifornii. 6 czerwca 1998 otrzymał święcenia kapłańskie z rąk ówczesnego ordynariusza rodzinnej diecezji Phoenix Thomasa O'Briena. Już po czterech latach kapłaństwa został proboszczem parafii św. Tomasza Apostoła w Phoenix. Pracował również w kurii diecezjalnej jako wikariusz biskupi ds. duchowieństwa. Od 2007 członek Kolegium Doradczego Konferencji Biskupów Amerykańskich. Był też członkiem kolegium konsultorów diecezji Phoenix.
5 lutego 2009 otrzymał nominację na ordynariusza diecezji Gallup w Nowym Meksyku po rezygnacji poprzednika z powodu złego stanu zdrowia. Sakry udzielił mu Michael Jarboe Sheehan, arcybiskup Santa Fe.